# Marmaduke of Thwing (Ritter, † nach 1282)
Marmaduke of Thwing (auch Marmaduke II of Thwing oder Thweng) († zwischen 1282 und 1284) war ein englischer Ritter. 

## Leben
Marmaduke of Thwing entstammte der nordenglischen Familie Thwing. Er war der älteste Sohn von Robert III of Thwing. Vor 1257 hatte er nach dem Tod seines Vaters die Verwaltung der Familiengüter in Yorkshire und Lincolnshire übernommen. Anfang der 1260er Jahre war Thwing Knight Banneret im königlichen Haushalt. Als Unterstützter der königlichen Partei wurde er während des Zweiten Kriegs der Barone 1264 in der Schlacht von Lewes von Hugh le Despenser gefangen genommen und erst nach Zahlung eines hohen Lösegelds wieder freigelassen.
Vor 1242 hatte Thwing Lucy, eine Schwester von Peter de Brus, Lord of Skelton geheiratet. Als dieser um 1272 kinderlos starb, erbte sie zusammen mit ihren Schwestern die Besitzungen der älteren, nordenglischen Linie der Familie Brus, darunter die Herrschaft Skelton. Mit Lucy hatte Thwing mehrere Söhne, darunter:
- Robert of Thwing († 1279)
- Marmaduke of Thwing, 1. Baron Thwing († 1323)

Da Thwings ältester Sohn Robert bereits vor ihm gestorben war, wurde sein zweiter Sohn Marmaduke sein Erbe. Robert of Thwing hatte jedoch eine Tochter, Lucy Thwing, der ihr Onkel Marmaduke schließlich einen Teil des Brus-Erbes zugestehen musste.